# Commerce équitable
Le commerce équitable est un système d'échange dont l'objectif est de proposer une plus grande équité dans le commerce conventionnel, voire une alternative à celui-ci, fondée notamment sur la réappropriation des échanges marchands par ceux qui les pratiquent. Sa démarche consiste à utiliser le commerce comme un levier de développement et de réduction des inégalités, en veillant à la juste rétribution des producteurs et travailleurs. À cette perspective économique s'ajoutent des préoccupations éthiques, sociales et environnementales qui ne font pas toujours l'unanimité, ne nécessitant pas l'intermédiaire des États et la modification des législations nationales.
En 2009, les ventes de produits certifiés équitables étaient estimées à plus 3,4 milliards d'euros. On estime - ces chiffres ne sont pas vérifiés et sont pratiquement invérifiables - que près de 1,5 million de producteurs bénéficient directement du commerce équitable, ce qui reste relativement faible.

## Définitions et historique

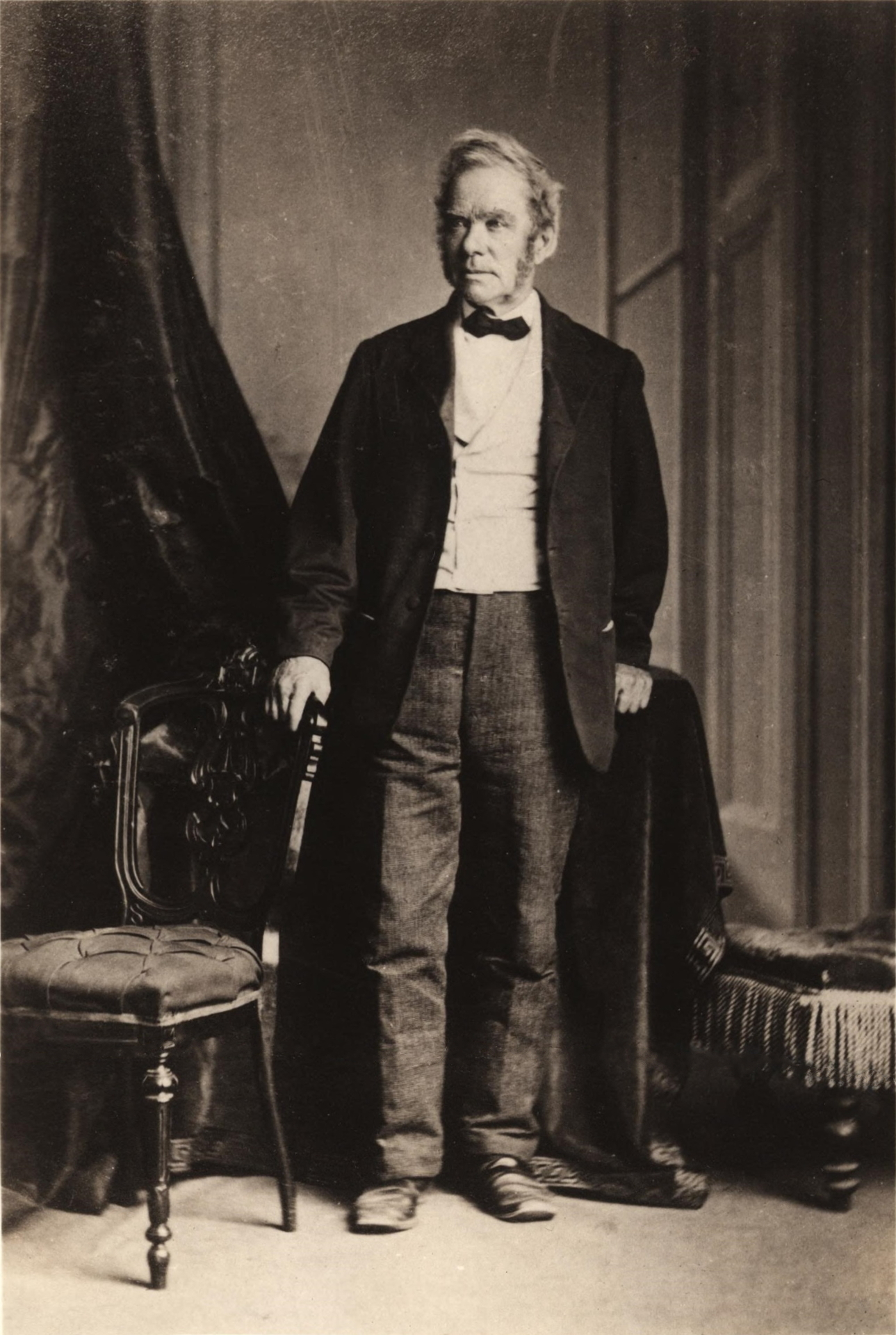
Le précurseur du terme « Commerce équitable » - Le premier Américain anarchiste individualiste non violent, Josiah Warren (1798-1874)

L'origine du commerce équitable trouve ses racines au sein des socialistes utopiques, notamment aux États-Unis. Josiah Warren semble en être le précurseur dans ses expérimentations menées au sein de la Communauté New Harmony de Robert Owen. Ce terme, utilisé dès 1827, a ensuite été utilisé à plusieurs reprises comme dans la communauté des Équitables Pionniers de Rochdale en 1844.
En 1920, Edna Gleason a ainsi été surnommée « The mother of fair trade » pour une expérience qu’elle a réalisée en Californie dans les années 1920. Cette tendance à vouloir fixer les prix pour encadrer les échanges est un principe qui vise une forme de commerce plus juste.
Le commerce équitable prend véritablement forme dans les années 1960, avec l'essor des boutiques spécialisées dans la vente de productions artisanales et alimentaires. En France, le premier magasin Artisans du monde naît en 1974 avec l'impulsion de l'abbé Pierre.
Le terme « commerce équitable » apparaît dans la sphère publique en 1989, lorsque les dirigeants de la coopérative Andines l'enregistrèrent comme marque auprès de l'Institut national de la propriété industrielle (INPI), mais sans usage exclusif. Sous le nom de commerce alternatif ou solidaire, l'idée émerge après la Seconde Guerre mondiale, par les initiatives d'organisations caritatives chrétiennes anglo-saxonnes important l'artisanat de pays pauvres.

S'il n'en existe pas de définition juridique au niveau international, les principales organisations internationales du commerce équitable en ont proposé une en 2001, connue sous le nom de « consensus de FINE ».
« Le commerce équitable est un partenariat commercial fondé sur le dialogue, la transparence et le respect, dont l’objectif est de parvenir à une plus grande équité dans le commerce mondial. Il contribue au développement durable en offrant de meilleures conditions commerciales et en garantissant les droits des producteurs et des travailleurs marginalisés, tout particulièrement au Sud de la planète. Les organisations du commerce équitable (soutenues par les consommateurs) s’engagent activement à soutenir les producteurs, à sensibiliser l’opinion et à mener campagne en faveur de changements dans les règles et pratiques du commerce international conventionnel. »

## Principes du commerce équitable

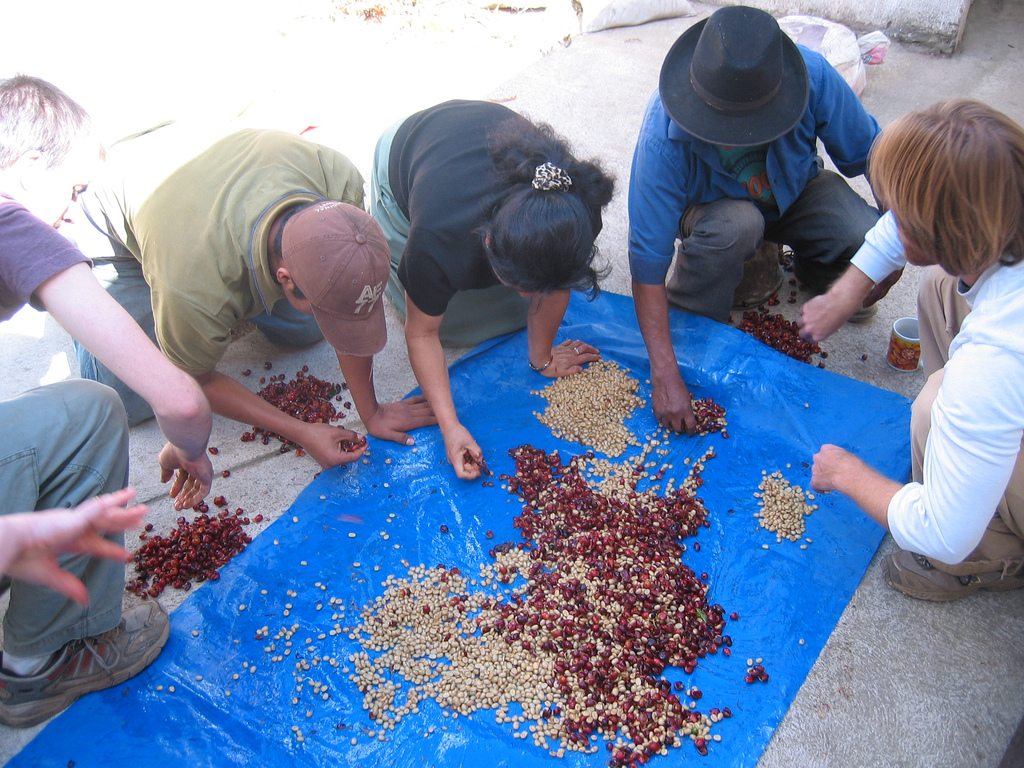
Producteurs triant les grains de café sur une coopérative certifiée équitable au Guatemala

L'Organisation mondiale du commerce équitable (WFTO) prescrit dix normes que ses tenants tant au Nord qu'au Sud doivent appliquer quotidiennement dans leur travail. Dans le cas des membres WFTO ou des groupes certifiés FLO, différents systèmes de contrôle sont en place en vue du respect de ces normes.
1. Créer des opportunités pour les producteurs qui sont économiquement en situation de désavantage. Le commerce équitable est une stratégie pour le combat contre la pauvreté et pour le commerce soutenable. Son but est de créer des opportunités pour les producteurs désavantagés ou marginalisés par le système du commerce conventionnel mondialisé.
2. La transparence et la responsabilité. Le commerce équitable comprend la gestion de la transparence et les relations commerciales pour faire des affaires avec nos partenaires commerciaux.
3. La capacité individuelle. Le commerce équitable est un moyen de développer l'autonomie des producteurs. Les organisations du commerce équitable procurent de la continuité durant laquelle les producteurs et les organisations de marché peuvent améliorer leurs capacités de gestion et leur accès aux nouveaux marchés.
4. Promouvoir le commerce équitable. Les organisations du commerce équitable ont pour objectif de sensibiliser leur clientèle ainsi que le grand public aux injustices du système commercial actuel. Elles doivent aussi être en mesure de fournir de l'information sur l'origine de ses produits, les conditions de travail des producteurs, etc.
5. Le paiement d'un prix juste. Un prix juste dans un contexte local ou régional est accepté après dialogue et concertation (en principe - mais en pratique il est fixé par les acteurs du Nord). Cela couvre non seulement les coûts de production mais permet également une production qui soit socialement juste et bonne pour l'environnement. Cela fournit un prix juste aux producteurs et prend en compte le principe d'un salaire égal pour un travail égal par les hommes et par les femmes. Les organisations de commerce équitable assurent un paiement immédiat à leurs partenaires et parfois aident leurs producteurs avec le financement d'un crédit avant la récolte ou avant la production.
6. Égalité entre les sexes. Les organisations issues de la filière équitable valorisent le travail des femmes : celles-ci doivent toujours être payées pour leurs contributions dans le processus de production. La présence des femmes au sein de la gouvernance de ces organisations est aussi encouragée.
7. Les conditions de travail. Le commerce équitable signifie un environnement de travail sain et sûr pour les travailleurs. La participation des enfants (si jamais) n'affecte pas négativement leur bien-être, leur sécurité, leurs conditions éducatives, et leur besoin de jouer et est conforme à la convention des Nations unies sur les droits des enfants ainsi qu'aux lois et normes du pays.
8. Le travail des enfants. Les organisations du commerce équitable respectent la convention des Nations unies sur les droits des enfants, et les lois et normes sociales sont également appliquées afin d'assurer que la participation des enfants dans les processus de production des produits équitables n'aille pas à l'encontre de leur bien-être, de leur sécurité, de leurs conditions éducatives et de leur besoin de jouer. Les organisations qui travaillent directement avec des organisations informelles révèlent la participation des enfants dans la production.
9. L'environnement. Le commerce équitable encourage à de meilleures pratiques environnementales et à l'application de méthodes responsables de production (sans toutefois être contraignantes).
10. Les relations de commerce. Les organisations de commerce équitable font du commerce en tenant compte du bien-être social, économique et environnemental des petits producteurs marginalisés et ne font pas de profit derrière leur dos. Elles maintiennent de longues relations qui reposent sur la confiance et le respect mutuel qui contribuent à la promotion et à l'agrandissement du commerce équitable. Parfois les producteurs sont soutenus par des crédits avant la récolte ou avant la production.

Cependant, ces normes ne concernent pas les salariés des producteurs, ni les transporteurs, ni les distributeurs de produits labellisés équitables, permettant aux grands groupes de surfer sur la vague éthique de la consommation responsable.
Le commerce équitable est lié directement au développement durable (économique, sociale et environnemental).
Ces normes ne sont cependant pas universelles. Certaines associations de commerce équitable (Artisans du Monde par exemple) se donnent un niveau d'exigence supérieur.

## Structure du mouvement
Les organisations de commerce équitable sont regroupées dans des fédérations nationales et internationales, qui ont des fonctions de coordination et de promotion du mouvement.
Au niveau international existent différentes fédérations ; leur diversité est à l'image de la diversité des acteurs du commerce équitable :
- l'association FLO (Fairtrade Labelling Organizations) rassemble depuis 1997 les organismes de labellisation du commerce équitable ainsi que les réseaux de producteurs certifiés. La certification FLO porte sur les produits et non sur les entreprises.
- WFTO (World Fair Trade Organization), anciennement IFAT (International Federation for Alternative Trade – ou International Fair Trade Association), qui existe depuis 1989, est généraliste. Elle a lancé en 2004 l'accréditation FTO (Fair Trade Organization), qui a pour caractéristique essentielle de certifier commerce équitable non pas des produits mais des organisations[11].
- le réseau NEWS (Network of European Worldshops) rassemble depuis 1994 les différents réseaux nationaux de magasins spécialisés.
- l'EFTA (European Fair Trade Association) rassemble depuis 1990 onze importateurs de produits du commerce équitable européens.

Ces quatre fédérations sont regroupées en 1998 dans un réseau informel nommé FINE, pour : Fairtrade Labelling Organizations, International Federation for Alternative Trade, Network of European Worldshops et European Fair Trade Association.
- En Amérique du Nord, la Fair Trade Federation (en) rassemble depuis 1994 plusieurs dizaines d'importateurs de produits équitables au Canada et aux États-Unis.

Les associations étudiantes sont aussi particulièrement actives dans la promotion du commerce équitable sur leurs campus respectifs et dans leurs communautés. Aux États-Unis, la grande majorité de ces groupes se sont affiliés à l'association United Students for Fair Trade. Au Canada, la plupart des associations étudiantes engagées dans la promotion du commerce équitable sont affiliées au Réseau étudiant canadien pour le commerce équitable.

### Les précurseurs
L'idée d'une plus juste répartition entre les différents acteurs de la chaîne commerciale naît progressivement au XXe siècle, d'abord aux États-Unis avec le mouvement religieux protestant des mennonites, qui commercialise, en 1946, de l'artisanat fabriqué à Porto Rico, en Palestine et à Haïti. Fondé sur une relation plus directe entre les consommateurs du Nord et les producteurs du Sud, ce commerce solidaire soutenait le principe d'une rémunération plus équitable, tout en sensibilisant les acheteurs aux inégalités engendrées par le commerce traditionnel. Puis, c'est en Europe que les organisations religieuses et humanitaires se mobilisent. La première association de commerce solidaire, Kerbrade, voit le jour aux Pays-Bas à la fin des années 1950. C'est la fédération Artisans du monde qui ouvre, pour la première fois en France, un magasin en 1974, à l’initiative de l'Abbé Pierre. Depuis, le mouvement a fait tache d'huile et l'on trouve plus de produits équitables sur Internet et dans les supermarchés que dans les boutiques spécialisées.
Défendant la solidarité dans l'échange, le commerce équitable a été fortement marqué à ses débuts par l’humanisme des mouvements religieux chrétiens, et souvent protestante de l’éthique. D’essence caritative, mais influencé ultérieurement par une approche politique plus tiers-mondiste, il se transforme alors en acte d’opposition au système capitaliste. Il se revendique alors comme un mouvement alternatif au libéralisme. « Nous étions et sommes toujours anticapitalistes, opposés aux transnationales », rappelle le prêtre ouvrier Frans van der Hoff, cofondateur en 1988 du label Max Havelaar.
Pourtant, happé par la vague néolibérale, la démarche « solidaire » puis « alternative » a muté, au tournant des années 2000, jusqu’à devenir un « commerce équitable » largement dépolitisé. « L’heure n’est plus à la révolution mais à la réforme, souligne Diaz Pedregal. L’objectif du mouvement est de bonifier le système libéral en le modifiant de l’intérieur ». Certains y voient le risque que ce soit le système libéral qui modifie le commerce équitable en l'adaptant à ses objectifs économiques et financiers.

### Les Boutiques du londe

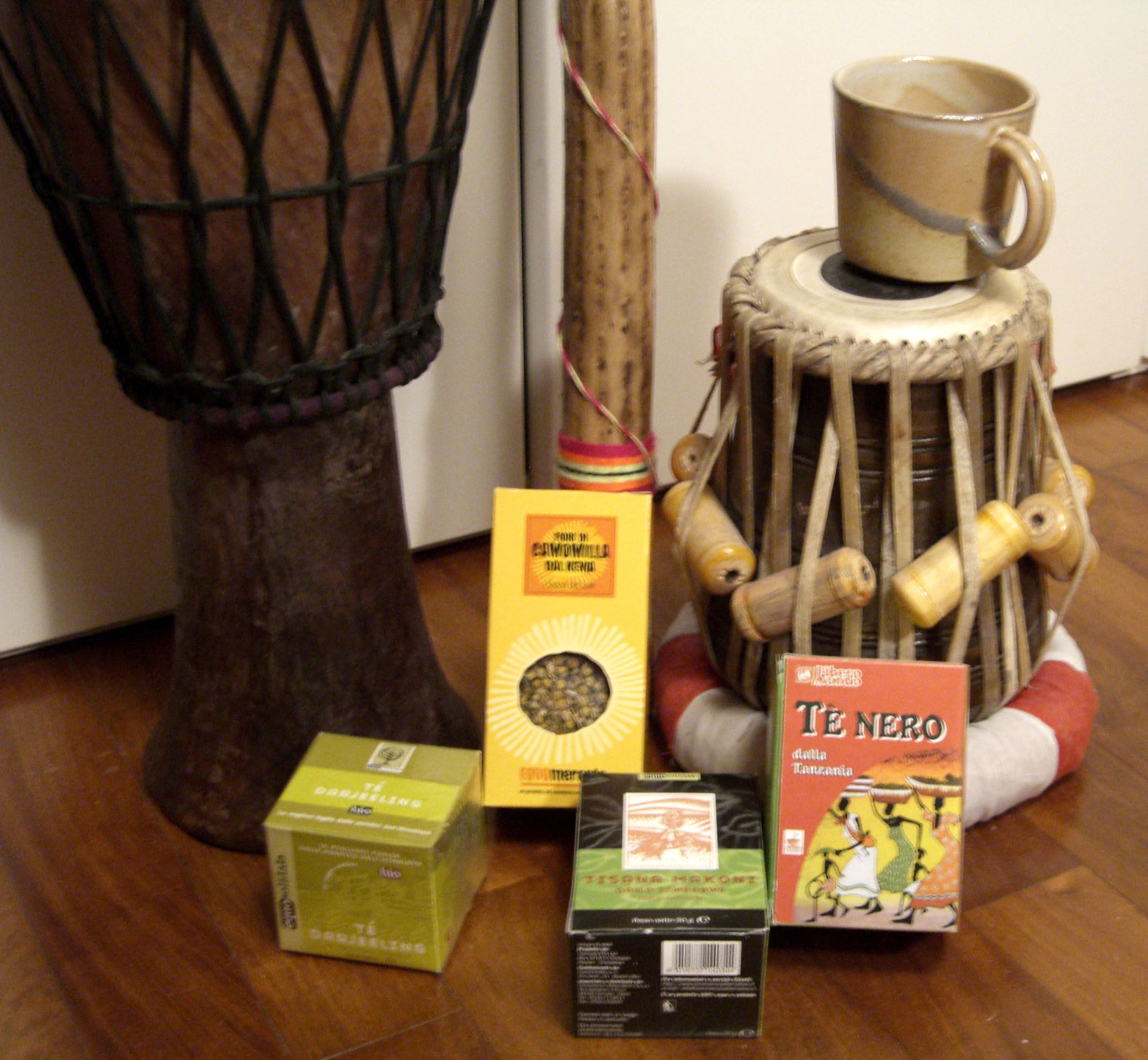
Artisanat et produits équitables vendus dans une boutique du monde italienne

À la fin des années 1950, Leslie Kirkley, directrice d'Oxfam, une organisation humanitaire créée au Royaume-Uni pendant la Seconde Guerre mondiale, est en mission à Hong Kong pour un programme d'aide aux réfugiés originaires de Chine continentale. Elle aperçoit des réfugiées chinoises confectionnant des pelotes à épingle. Kirkley a alors l'idée d'en remplir une valise et de les vendre dans les boutiques d'OXFAM. À partir de cette date l'importation et la vente de produits artisanaux devient une pratique systématique de OXFAM, qui crée en 1964 la première organisation de commerce alternatif Alternative Trade Organizations (ATO).
La même année, la CNUCED lance l'idée Trade, not Aid! (« Du commerce, pas d'aide »), popularisant ainsi le concept de commerce équitable.
Aux Pays-Bas, l'association caritative Steun Onderontwikkelde Streken (SOS) est créée en 1959, mais il faut attendre 1969 pour voir s'ouvrir la première « boutique du monde » aux Pays-Bas. Elle a un grand succès et de nombreuses boutiques similaires, qui vendent des produits artisanaux, s'ouvrent au Benelux. En Allemagne, le mouvement Aktion Dritte Welt Handel est fondé en 1970 dans la mouvance des mouvements de jeunesse chrétiens.
En France, le mouvement Artisans du Monde émergeant à partir de 1973 de la mouvance des Compagnons d'Emmaüs de l'abbé Pierre crée de la même façon des boutiques où des bénévoles vendent des produits artisanaux en provenance du Tiers-monde. L'association se détache rapidement de la sphère Emmaüs et s'implique dans un militantisme tiers-mondiste. En Suisse, deux associations, l'une suisse alémanique (Weltladen), l'autre romande (Magasins du Monde), voient le jour vers 1974. En Belgique, deux associations, l'une néerlandophone (Oxfam-Wereldwinkels) et l’autre francophone (Oxfam-Magasins du Monde) voient le jour vers 1976. Elles sont issues d'Oxfam-Belgique très active dans les années 1960 dans le soutien aux mouvements de décolonisation. Les débuts commerciaux sont nés de cette volonté de soutenir les luttes de libération. Si les boutiques belges vendent du café de Tanzanie, ce n'est pas spécialement pour aider les petits producteurs, mais pour porter le projet socialiste du président Julius Nyerere. De même pour le café du Nicaragua, destiné à soutenir les sandinistes. Le commerce équitable s'inscrit comme une démarche politique.
En 1994, quinze associations nationales de treize pays européens se regroupent au sein de NEWS! (Network of European World Shops). Au total, cela représente plus de 3 000 associations locales animées par près de 100 000 personnes (essentiellement bénévoles) ; 250 millions d'euros de chiffre d'affaires réalisé en 1999 ; 400 groupements de producteurs bénéficiaires dans cinquante pays du Sud, soit environ 800 000 familles (5 millions de personnes revendiquées)[réf. nécessaire].

### Les matières premières dans le commerce équitable
Dans les années 1980, les ATO doivent faire face à une situation nouvelle : la nouveauté d'un certain nombre de produits des boutiques du monde commence à s'émousser, la demande sature, et certains produits artisanaux apparaissent désuets et démodés. Ce déclin amène les militants du commerce équitable à repenser leur action. À cette époque, sur le marché des matières premières agricoles, les prix s'effondrent.
Des denrées comme le thé, le café, rapidement suivis par les fruits secs, le cacao, le sucre, les jus de fruits, le riz, les épices et la noix de cajou se substituent alors à l'artisanat dans les boutiques du monde. Alors qu'en 1992, les parts relatives de l'artisanat et des denrées alimentaires sont de 80 % et 20 % dans le chiffre d'affaires des boutiques, en 2002, les parts sont presque inversées, l'artisanat ne représentant plus que 25,4 %.

### La montée des labels et l'émergence des systèmes de garantie participatifs
Jusque-là, le commerce équitable est confiné à de petits espaces, celui des boutiques associatives, en Europe et dans une moindre mesure en Amérique. Le public touché est donc restreint. L'obligation d'aller dans ces boutiques pour n'acheter qu'un ou deux produits est de nature à rebuter même les plus fidèles sympathisants. Le seul moyen d'accroître la clientèle et le chiffre d'affaires du commerce équitable est de proposer les produits dans les supermarchés et hypermarchés de la grande distribution. Encore faut-il trouver un moyen de distribuer les produits en rassurant le consommateur sur leur origine et leur caractère équitable.
Une solution est trouvée en 1988 avec la création du premier label de commerce équitable, Max Havelaar, à l'initiative de deux Néerlandais, Nico Roozen et Frans van der Hoff et d'une association néerlandaise également, Solidaridad. Le principe de la certification indépendante permet à des produits d'être vendus en dehors des boutiques du monde, touchant par conséquent un public beaucoup plus vaste et faisant faire un grand bond au chiffre d'affaires du commerce équitable. La traçabilité des produits est assurée.
Les organisations de producteurs s'engagent à se structurer pour assurer une gestion transparente et démocratiquement contrôlée par leurs membres. Les producteurs doivent aussi respecter un ensemble de critères sociaux et environnementaux. Tous les maillons de la filière équitable – organisations de producteurs du Sud, importateurs, industriels – sont ainsi agréés et contrôlés.
Le label s'applique aussi à des plantations à capital privé. Des standards sociaux et environnementaux spécifiques s'y appliquent. Dans ce cas, la prime est versée à un comité paritaire réunissant employés et direction. Elle doit être utilisée au bénéfice des travailleurs ou des communautés locales.

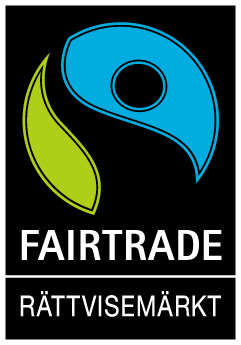
label commun de International Fairtrade Certification Mark

Dans les années qui suivent, un certain nombre d'associations similaires voient le jour en Europe et en Amérique, qui proposent d'autres labels de commerce équitable qui se regroupent finalement sous la bannière de FLO (Fairtrade Labelling Organizations). En 2002, FLO lance une première certification de commerce équitable. En 2007, sous le nom « Max Havelaar », « Transfair » ou « Fairtrade », 20 membres de la FLO utilisent le label commun de International Fairtrade Certification Mark dans 21 pays. Il s'applique à toute une quantité de produits comme le café, le thé, le riz, les bananes, les mangues, le cacao, le coton, le sucre, le miel, les jus de fruits, les noix de cajou, les fruits frais, le quinoa, les épices, du vin, etc. Fin 2003, FLO sépare son activité de certification en créant l'entreprise FLO-Cert, cherchant ainsi à suivre la norme internationale des certificateurs ISO 65. FLO-Cert s'assure que les cahiers des charges de FLO sont bien respectés, entre autres le fait que les producteurs perçoivent bien le revenu de leurs produits. Celui-ci comprend le prix minimum garanti, qui doit couvrir les coûts d'une production durable, ainsi que le versement aux organisations certifiées d'une prime de développement qu'elles pourront utiliser pour des investissements structurels : création d'école, de centres de santé, achats de terres…
Les standards internationaux de FLO sont l'objet de concertations entre toutes les parties prenantes. Ils comportent des critères économiques, sociaux et environnementaux.
En 2007, 586 organisations de producteurs et travailleurs dans 59 pays du Sud, regroupant plus d'un million de producteurs sont concernés par le label. Les détenteurs de licence sont des importateurs et des industriels qui souscrivent aux standards internationaux du commerce équitable par un contrat qui stipule non seulement le versement du prix minimum garanti mais des relations directes et durables avec les organisations de producteurs et l’acceptation du contrôle de FLO-Cert, l'organisme de certification du label. Ils versent une redevance pour financer la certification. Suivant la norme ISO 65, c'est aussi le cas des organisations de producteurs. Un fonds de certification géré par FLO est prévu pour les organisations qui n'ont pas les moyens d'avancer ces frais.
En plus de la certification sur les produits, une autre organisation, WFTO (World Fair Trade Organization, anciennement IFAT), propose une certification sur des organisations, ce qui permet à de petites structures de se réclamer du commerce équitable. Ces petites structures peuvent ainsi offrir leur propre garantie à des produits artisanaux, généralement peu standardisés, produits en petites quantités par une multitude de petits groupes qui ne peuvent pas s’acquitter des coûts de certification. La réflexion autour de la labellisation d'organisation est prolongée par les membres de WFTO autour d'un Système de Gestion du Commerce Équitable (Sustainable Fair Trade Management System - SFTMS).
Il est important de préciser que les labels existants ne rendent pas compte de la réalité dans son ensemble. Ainsi, le commerce équitable a un impact sur la vie de millions de producteurs qui travaillent dans le domaine de l'artisanat, mais les produits artisanaux ne sont couverts par aucun label. La raison en tient à la complexité du processus de labellisation : labelliser une production de matières premières (café, coton…) est possible car le process est standardisé, ce qui permet aux démarches de contrôle, et donc de labellisation, de l'être aussi. Des labels sont mis en place par exemple, à la fin des années 2000, sur des matières précieuses comme l'or, avec la certification Fairmined. En matière d'artisanat, il y aurait autant de démarches de labellisation nécessaires qu'il y a de matériaux (bois, terre, aluminium…) ou de produits (jouets, déco…) existants. Il est donc difficile de définir une démarche unique, économiquement applicable (c'est-à-dire permettant des contrôles pour un coût acceptable pour l'importateur et/ou l'organisme labellisateur).
Au niveau national, les acteurs du secteur ont formé, en 1997, Commerce Équitable France. Réunissant une quarantaine d’organisations de dimension nationale, elle se présente comme un collectif de concertation et de représentation. Adhérant aux objectifs généraux définis par le réseau FINE, Commerce Équitable France a élaboré sa propre « Charte du Commerce Équitable ». Ce document rappelle l’objet de ce type de commerce et détermine les principes et des valeurs qui doivent guider l’action des organisations membres du collectif. Il s’agit de :
- l’équité et la solidarité dans les relations commerciales ;
- l’autonomie des producteurs ;
- la dignité des acteurs ;
- le respect de l’environnement ;
- la transparence ;
- l’engagement à faire évoluer le commerce international.

Plus largement, Commerce Équitable France s’est donné pour objectif de sensibiliser et d’informer les professionnels et les consommateurs aux enjeux du commerce équitable. Elle organise, à ce titre, diverses manifestations nationales telles que les Universités d'été du commerce équitable, la Quinzaine du Commerce Équitable, ainsi que des campagnes de promotion au niveau local.
En 2016, la vente en France de produits issus des filières internationales de commerce équitable a généré 673 millions d'euros.
En 2016, la vente en France de produits issus des filières nationales de commerce équitable a généré 275 millions d'euros.

## État des lieux du commerce équitable
Le commerce équitable représente une part très marginale du commerce international. On estime que les échanges équitables profitent à 1,5 million de paysans dans le monde. Il est devenu un marché qui connaît la croissance la plus rapide au monde. L’Europe représente à elle seule près de 60 % du marché du commerce équitable mondial et a enregistré en 2005 un chiffre d'affaires de 660 millions d’euros, soit + 154 % en cinq ans réalisés dans 79 000 points de vente, dont 55 000 supermarchés. La Suisse et le Royaume-Uni sont en tête avec des parts de marché significatives : 47 % du marché des bananes en Suisse, 5,5 % du marché du Café au Royaume-Uni. Les magasins spécialisés en commerce équitable sont au nombre de 2 800 et rassemblent 100 000 bénévoles.
Selon le sondage Pèlerin-CCFD / TNS-Sofres publié le 20 avril 2006, 42 % des Français déclarent avoir acheté des produits « équitables » au cours des douze derniers mois. La croissance du secteur pour 2003/2004 s'élèverait à 103 % (83 % pour la grande distribution et 115 % pour les autres acteurs) et à 38 % l’augmentation du nombre de références de produits. Le chiffre d’affaires global, en France, alimentaire et non alimentaire, s’élèverait à 230 millions d’euros.

### Des boutiques différentes
Depuis quelques années, certaines boutiques spécialisées se sont créées en France pour vendre des produits issus du commerce équitable. On peut également trouver des produits du commerce équitable dans les magasins bio.
En Belgique, il existait déjà les magasins du monde Oxfam tenus par des bénévoles. On peut y acheter de l'alimentaire et du très bel artisanat. Depuis peu, d'autres initiatives de commerce équitable ont vu le jour : des boutiques spécialisées et entièrement dédiées au commerce équitable : dans les vêtements, dans la décoration ou dans l'alimentaire. Des boutiques en ligne également. À travers la vente, toutes œuvrent pour la sensibilisation et la promotion du commerce équitable (Ethicstore, Natural Selection, Tout l'Or du Monde, Bamboo, Optimart, Satya, Vino Mundo, Ayman Jrendi…).

## Les producteurs du Commerce équitable
Le commerce équitable revendique 1,5 million de producteurs dans le monde qui peuvent être grossièrement classés en artisans professionnels et qualifiés, paysans organisés (par exemple producteurs de cacao en Bolivie ou ouvriers dans des plantations de thé en Inde) et enfin artisans très pauvres, marginalisés socialement, souvent socialisés grâce à l'appui des ONG (par exemple, au Népal, 800 artisans travaillent pour l'ONG ACP).

### L'enjeu spécifique de l’artisanat
Artisans du Monde, parlant de ses partenaires du Sud, classe les producteurs d’artisanat parmi les communautés les plus marginalisées et les plus dépendantes de la filière commerce équitable. Ils sont presque entièrement dépendants de la vente à l’exportation. L'activité artisanale est leur unique source de revenus, et permet à certaines familles d’échapper à l’exode rural. Les militants d'Artisans du Monde associent dans leur vision de leur mouvement une action concrète en faveur du développement des communautés des pays pauvres, et la valorisation de la culture et des savoir-faire de ces communautés. Et ils justifient leur mode de distribution dans les boutiques en notant que le volume de production des communautés avec lesquelles ils travaillent est inférieur au seuil à partir duquel les grandes et moyennes surfaces acceptent de travailler.

### Les producteurs et le commerce équitable
Toujours selon Artisans du Monde, près de 80 % des producteurs partenaires du commerce équitable seraient des femmes. Ces dernières, bien qu’exerçant une activité artisanale, se distinguent pourtant des artisans professionnels. Les Chiliennes de la Fondation Solidarité ne savaient pas fabriquer d’arpilleras en 1973, les artisanes de Ramahaleo à Madagascar ne savaient pas couper ni confectionner. Pour certaines d’entre elles, majoritairement celles qui sont seules avec des enfants, le commerce équitable est leur seul revenu possible en dehors de la mendicité.

### Productions du commerce équitable

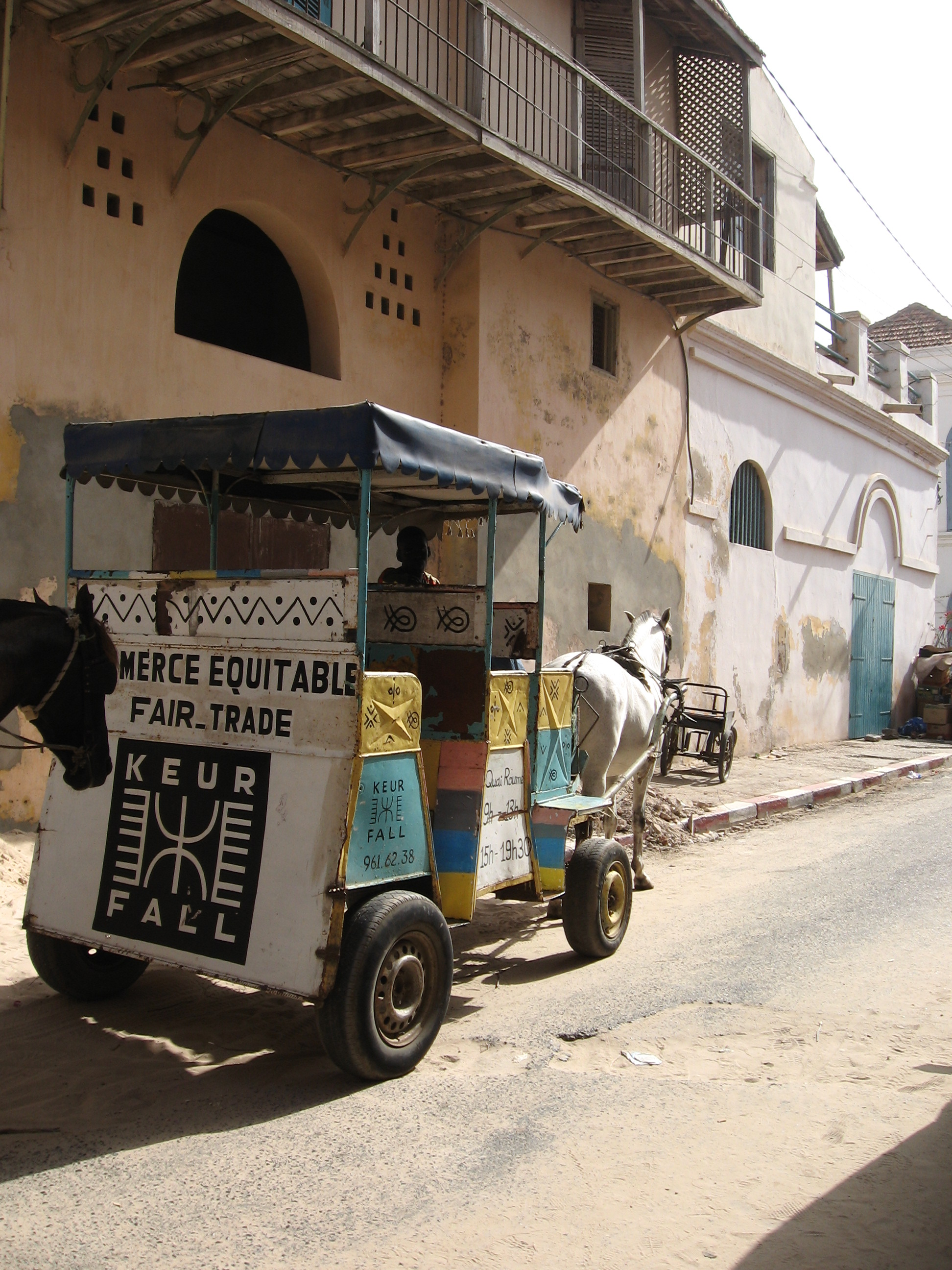
Promotion du commerce équitable (textiles) à Saint-Louis du Sénégal

À l'origine, les boutiques de commerce équitable touchaient essentiellement à l'artisanat et au textile. Puis la gamme de produit s'est peu à peu diversifiée. Outre les textiles et l'artisanat, au début du XXIe siècle, de nombreux autres produits, généralement de l'alimentation, font aujourd'hui l'objet d’un commerce équitable. Le café est devenu le produit équitable le plus vendu. L'habillement, notamment de coton fait l'objet de nouvelles formes d’échange. La mise en place d'une « garantie » équitable pour le coton, par Max Havelaar, en avril 2005, a contribué à la mise en place de produits de mode issus du commerce équitable. D'autres initiatives, indépendantes de la marque, ont également vu le jour dans la mode. Parmi les pionniers de la mode équitable se trouvent les vêtements Switcher (depuis 1981), les vêtements Ideo, les baskets Veja ou encore le modèle "un pour un" de l'enseigne Tom's. Les engagements sociaux de ces nouvelles marques, souvent associés à des préoccupations environnementales fortes, concernent la production des matières premières, leur transformation (filage, tissage) et leur assemblage. On trouve également des projets de commerce équitable dans d'autres secteurs comme les jeux et jouets Ludeki mais aussi le sport avec Ekipazo Football.
Des gammes de cosmétiques équitables ont également vu le jour. Souvent biologiques et associées à une démarche de respect de l'environnement, certaines d'entre elles ont fondé leur principe sur la valorisation des savoir-faire traditionnels liés aux plantes et à la pharmacopée ancestrale. C'est le cas de Forest People ou encore Guayapi qui proposent des produits directement issus de ces recettes traditionnelles (Amazonie, Sri Lanka, Madagascar, Maroc, Burkina Faso…). Les objectifs revendiqués par ces associations et entreprises sont toujours de valoriser et pérenniser des savoir-faire traditionnels, de maintenir ouverts des ateliers familiaux tout en favorisant la biodiversité et en luttant contre la déforestation.

### Le commerce équitable Nord-Nord
Le commerce équitable : des principes qui ont vocation à irriguer l’ensemble de l’économie
Au « Sud » comme au « Nord », une nécessité de repenser les modes de production et de commercialisation.
Nécessité de modèles économiques rémunérateurs et pérennes pour les agriculteurs, protection de l’environnement, alimentation plus saine, soutien des acteurs économiques locaux ou préoccupation de la traçabilité des produits sont autant de questions auxquelles sont confrontées les agricultures des pays du « Sud » comme du « Nord ».
Au niveau mondial, l’agriculture familiale et paysanne est maintenant reconnue comme étant la seule capable de répondre à ces enjeux planétaires.
Si du fait des différences de contextes politiques, institutionnels et économiques entre « Nord » et « Sud » l’appui au développement de cette agriculture familiale prend des formes diverses, certains outils peuvent être mutualisés.
Les outils du commerce équitable au service des filières d’avenir en France
En France un large mouvement d’expérimentation (AMAP, épiceries solidaires, démarches d’entreprises) émerge sur les territoires et rencontre une réelle demande sociétale en faveur d’un changement vers des modes de production et de consommation plus équitables et durables. Mais son développement est néanmoins freiné par un environnement économique et des situations de concurrence commerciale, qui tirent sans cesse les prix vers le bas.
Dans ce contexte, les méthodes des acteurs traditionnels du commerce équitable, qui ont fait leur preuve dans le renforcement de l’agriculture familiale et paysanne au Sud, peuvent alimenter les pratiques de commerce équitable en France.
C’est l’objectif du commerce équitable dit « local » ou « Nord/Nord » : appuyer, outiller et donner de la visibilité aux agricultures paysannes, biologiques et durables pour favoriser leur changement d’échelle et structurer des filières d’avenir.
| Les grands principes du commerce équitable - prix juste et rémunérateurs pour les producteurs - partenariat commercial sur la durée - renforcement des compétences organisationnelles et techniques des organisations de producteurs - respect des conventions de l’OIT - protection de la biodiversité |

Des démarches de commerce équitable Nord/Nord déjà existantes
Certains membres de Commerce Équitable France (CEF), le collectif réunissant des initiatives de commerce équitables reconnues en France, travaillent depuis plusieurs années au développement d'une offre de produits issus du commerce équitable Nord/Nord.
Ainsi, plusieurs organisations garantissent les pratiques de commerce équitable Nord/Nord :
- Le label de commerce équitable Agri-Ethique France, crée en 2013, à l'initiative de producteurs de céréales vendéens, labellise plus de 500 produits issus du commerce équitable Nord/Nord. Il est leader du secteur et représente 56% du Chiffre d Affaires du secteur en 2021[réf. nécessaire]
- L'association Biopartenaire délivre le label éponyme depuis 2007
- L'organisme de contrôle et de certification Ecocert a lancé en 2013 le label Ecocert Solidaire

Plusieurs entreprises de la distribution alimentaire française développent des initiatives proches de l'équitable :
Biocoop, entreprise française de la distribution de produits certifiés agriculture biologiques, et Ethiquable, marque nationale française, ont lancé sur la base de cahiers des charges internes, leurs marques respectant certains des principes du commerce équitables :
- « Ensemble, solidaires avec les producteurs » depuis 2002 pour Biocoop
- « Paysans d'Ici » depuis 2011 pour Ethiquable

## Critiques et débats

### Points de vue positifs sur le commerce équitable
Le commerce équitable consiste en une relation commerciale globale créant les conditions d'un véritable développement pour les plus défavorisés. Au-delà d'une question de prix, la démarche cherche à créer les conditions en acceptant de payer ce surcoût. Le consommateur est ainsi invité à assumer la responsabilité d'un meilleur équilibre des rapports Nord-Sud et, dans certains cas, d'une action en faveur de l'environnement, comme ce peut être le cas pour l'agriculture biologique. Elle répond notamment au souci d'investissement durable stratégique qui se développe chez les investisseurs.
Les études d'impact sur le commerce équitable suggèrent des effets tel que la stabilisation ou l'augmentation de la propriété des terres des groupes de fermiers, l'accès au crédit et la hausse des revenus des travailleuses et travailleurs.

### Les critiques
Le « commerce équitable » et FLO, contribuerait à masquer un problème : la réduction de la part de l'agriculture vivrière au profit des cultures d'exportation, ce qui rend dépendant des achats du Nord des populations qui pourraient développer leur souveraineté alimentaire indépendamment des habitudes de consommation des pays dits « riches ». De là l'importance de consommer des produits locaux. C'est notamment le point de vue de Réseau Minga en France, qui défend une approche filière du commerce équitable et ne se reconnaît pas dans la définition de FINE du « Commerce Équitable ».
Pour sa part un auteur comme Christian Jacquiau dans son livre Les Coulisses du commerce équitable, doute de la bonne foi de certains « labels » du « commerce équitable » en arguant de la réalité des prix, bien en deçà de l'équivalence escomptée, laissant supposer que ces nouveaux intermédiaires prélèvent autant que les autres qu'ils décrient et qu'ils cherchent à concurrencer. Il déclare également que le « commerce équitable n'est devenu dans bien des cas qu'un argument de vente comme un autre » et qu'il constitue pour un certain nombre d'acteurs économiques une « niche » commerciale supplémentaire qui permet de différencier un produit d'un autre aux yeux du consommateur final.
Du point de vue du libéralisme économique, le commerce libre serait par définition équitable : s'il n'y a pas contrainte et que le vendeur vend, c'est qu'il y a intérêt selon cette théorie. De même pour l'acheteur. Le commerce transfrontière cesse cependant d'être équitable à partir du moment où des contrôles ou des barrières (droits de douane, quotas, etc.) ne sont pas mis en place, car ceux-ci ont toujours pour effet la destruction d'emploi locaux et/ou une baisse des achats aux producteurs locaux.
D'autres comme l'Adam Smith Institute ou le Cato Institute soulignent qu'en augmentant les prix des produits « équitables », le commerce équitable incite de nouveaux producteurs à entrer sur le marché. Dès lors, cela augmente la production et fera baisser le cours des produits non équitables, au détriment des petits paysans qui ne produisent pas « équitable » et de l'environnement. Pour ces critiques, en ayant le même effet qu'une subvention sur des produits au cours bas, le commerce équitable ne fait qu'exacerber le problème en augmentant la production et en encourageant la poursuite d'activités non viables au détriment de productions réellement utiles.
Dans son livre Le Scandale commerce équitable, N'Dongo Samba Sylla a notamment critiqué les organisations de labellisations qui représentent selon lui un « marketing de la pauvreté au service des riches ».